# Calveriosoma hystrix
Calveriosoma hystrix is een zee-egel uit de familie Echinothuriidae.
De wetenschappelijke naam van de soort werd in 1872 gepubliceerd door Charles Wyville Thomson.